# Tarascosaurus

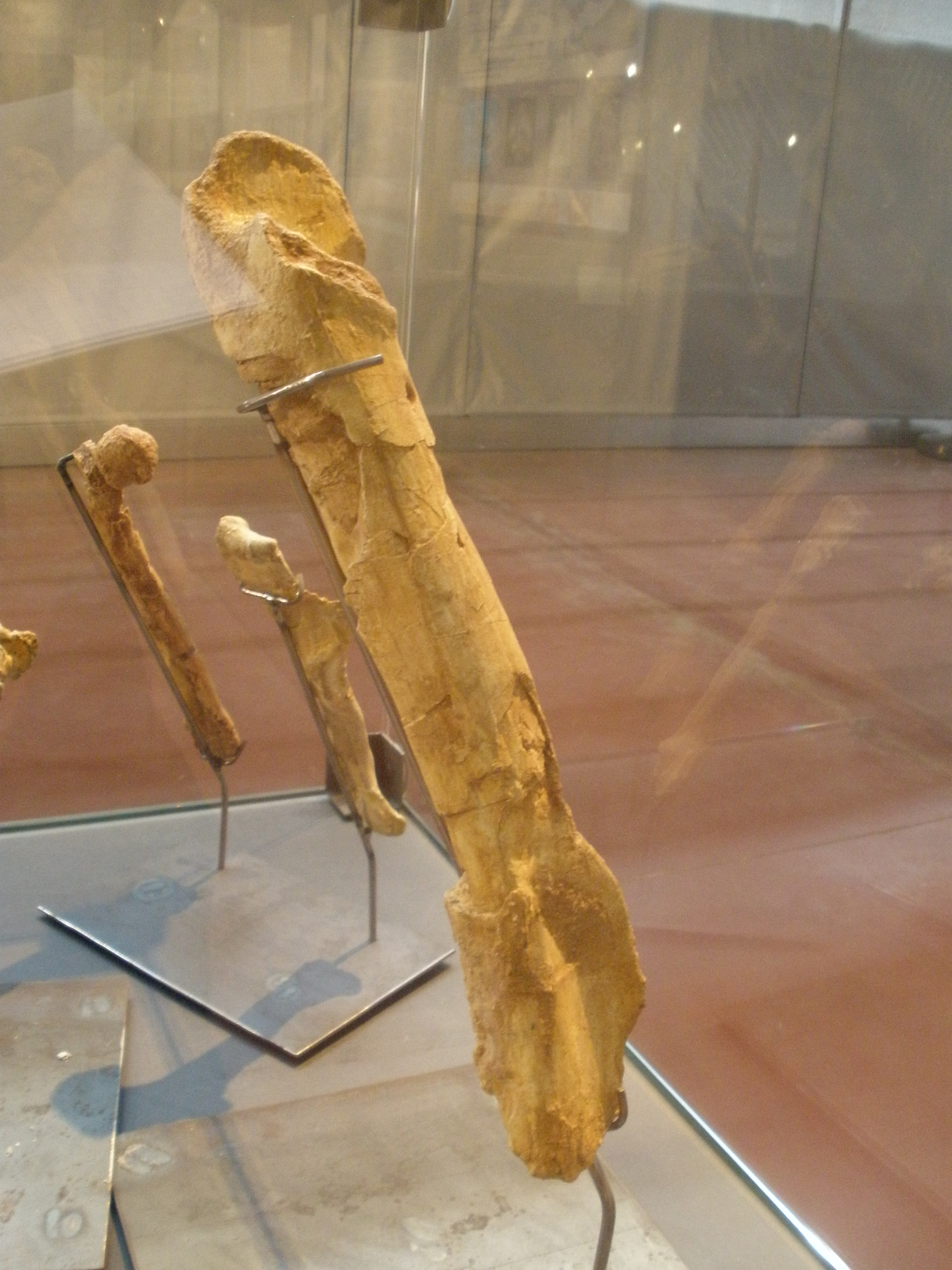
Het dijbeen van Tarascosaurus

Tarascosaurus salluvicus is een vleesetende theropode dinosauriër, behorend tot de groep van de Neoceratosauria, die tijdens het late Krijt leefde in het gebied van het huidige Frankrijk.

## Vondst en naamgeving

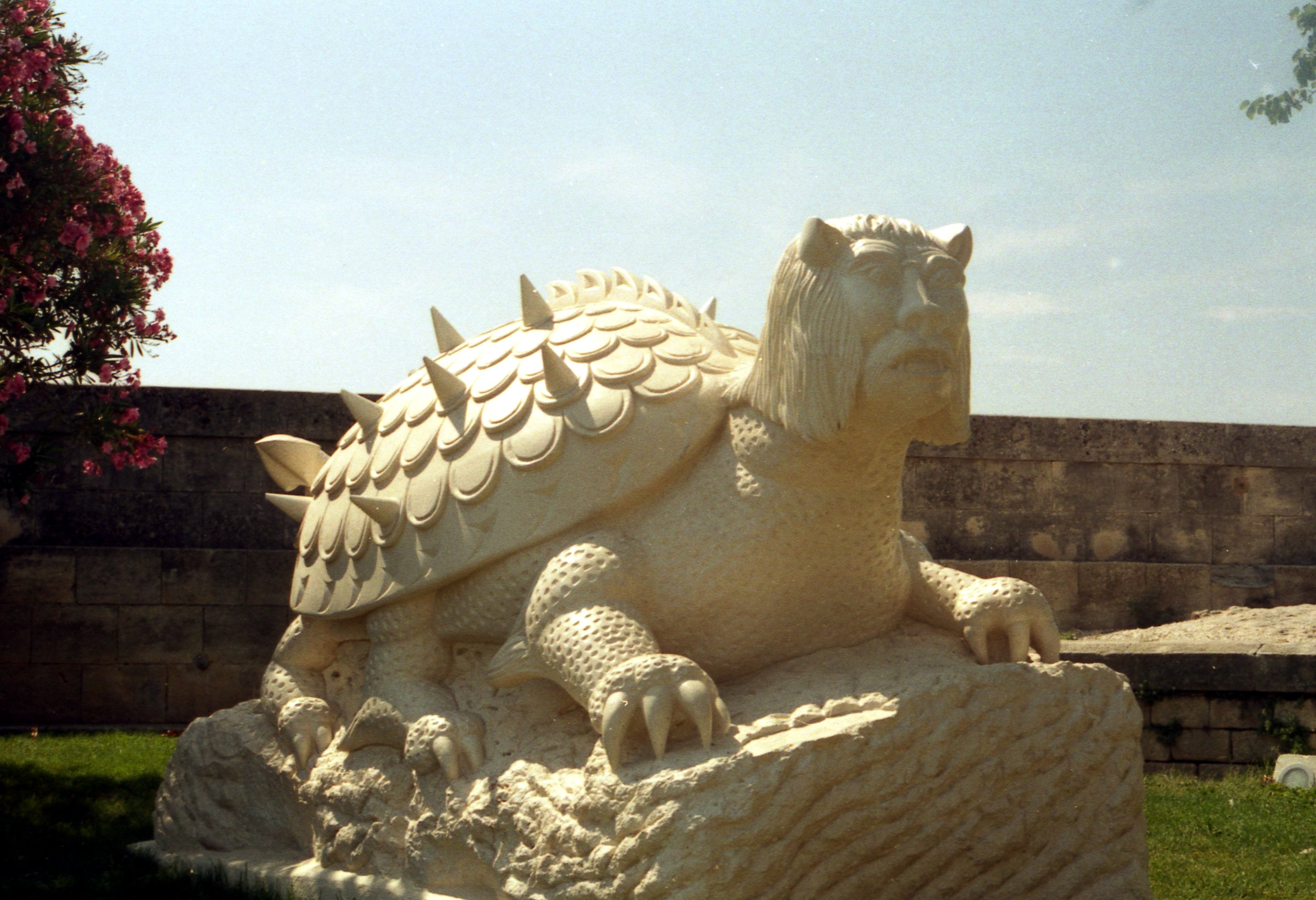
De Tarasque die meer van een ankylosauriër weg heeft dan van een theropode

In 1899 wees Charles Jean Julien Depéret enkele resten van een theropode, gevonden bij Montouliers, toe aan Dryptosaurus. In 1946 verwees Albert-Félix de Lapparent deze fossielen naar Megalosaurus pannoniensis; in 1947 wees hij daaraan ook enkele botten toe die bij Fox-Amphoux waren opgegraven. Ook daarna werden in Frankrijk kleinere theropode fragmenten in lagen van het Opper-Krijt gevonden die bij verschillende taxa werden ondergebracht.
In 1988 beschreef Eric Buffetaut een stuk bovenkaak gevonden bij Pourcieux en identificeerde dit als het bot van een lid van de Abelisauridae, een groep theropoden die kort daarvoor in Zuid-Amerika was ontdekt. Hij begon nu ook andere vondsten op een mogelijke abelisauride affiniteit te onderzoeken en kwam daarbij tot de conclusie dat de meeste botten van grote theropoden uit het Opper-Krijt van Portugal, Spanje, Frankrijk, Italië, Hongarije, België en Nederland in feite aan abelisauriden toebehoorden, daaronder Megalosaurus pannoniensis, Megalosaurus hungaricus en Megalosaurus lonzeensis. Wegens het fragmentarische karakter van het materiaal achtte hij al deze namen onbestemde nomina dubia.
Echter, toen Buffetaut wat botten vond in de collectie van de Faculté des Sciences de Lyon gevonden bij de heuvelkam van de Lambeau de Beausset, besloten hij en Jean Le Loeuff die te benoemen als de typesoort Tarascosaurus salluvicus. De geslachtsnaam verwijst naar de Tarasque, een verscheurend monster met enkele reptielachtige kenmerken uit de folklore van Zuid-Frankrijk en Spanje. De soortaanduiding verwijst naar de Salluvii of Salyes, een Gallische stam die eens bij Marseille woonde.
Het holotype, PSL 330201, is gevonden in de Fuveliaanse Lagen die dateren uit het onderste Campanien. Het bestaat uit de bovenkant van een linkerdijbeen. Als paratypen zijn aangewezen twee ruggenwervels, PSL 330202, vermoedelijk de zesde en zevende, wellicht van hetzelfde individu. Verder is nog een wervellichaam van een slecht geconserveerde staartwervel toegewezen, PSL 330203.
Andere vondsten uit Frankrijk en Spanje zijn ook aan de soort toegewezen. Volgens Oliver Rauhut echter is Tarascosaurus zelf een nomen dubium. De naam wordt desalniettemin vaak gebruikt als handige verzamelterm voor het albelisauride materiaal uit Europa.

## Beschrijving

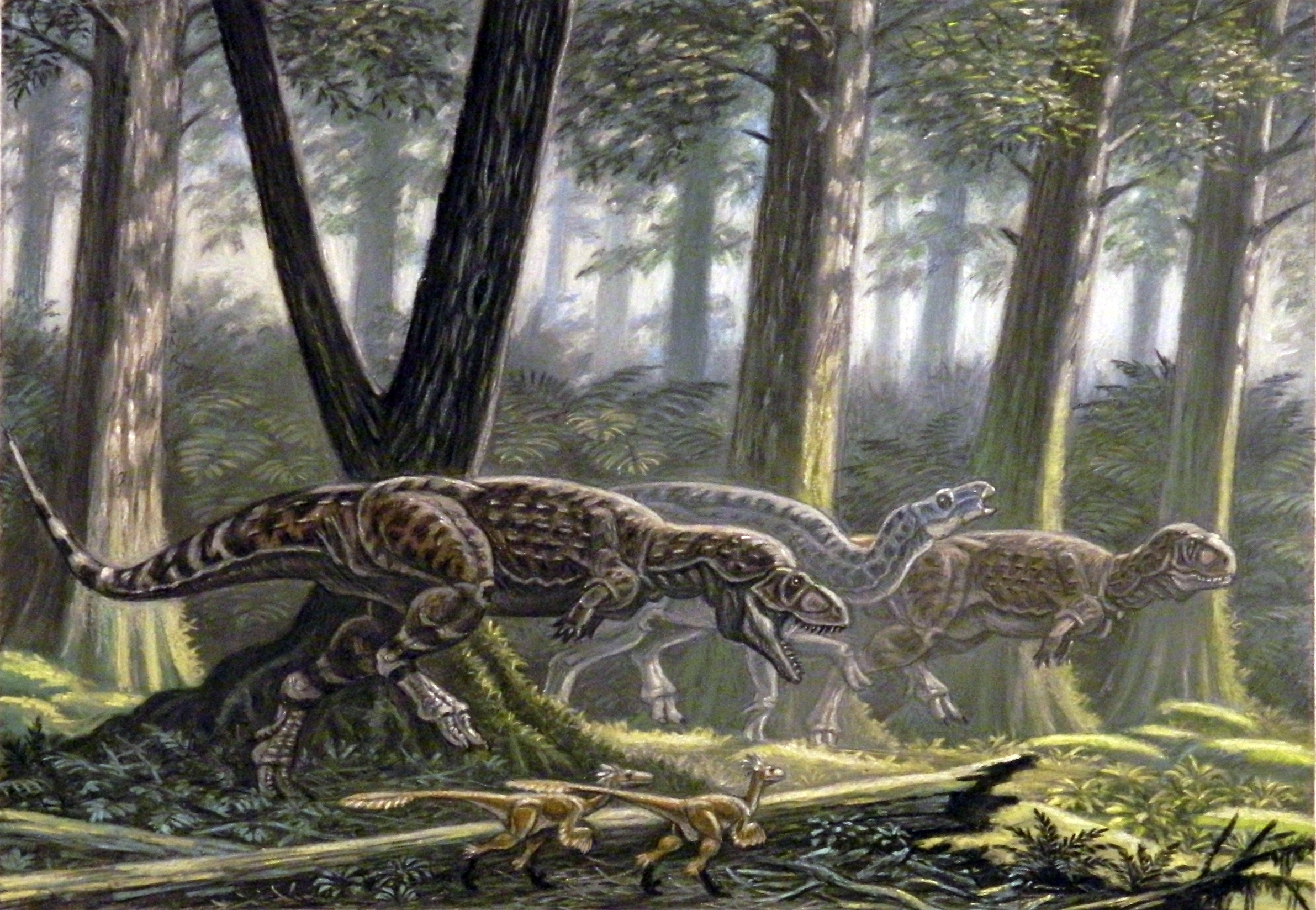
Een reconstructie van twee tarascosauri die een iguanodontiër aanvallen

Het holotype van Tarascosaurus is van een tamelijk kleine tweevoetige roofsauriër met een lengte van tweeënhalf à drie meter. Het stuk dijbeen is 22 centimeter lang en zou heel ongeveer 35 centimeter lang zijn geweest. Sommige fragmenten wijzen op een wat groter formaat.
Onderscheidende kenmerken zijn: de hals van de dijbeenkop is van voor naar achteren recht; de dijbeenkop is schuin naar voren en het midden gericht; de bovenste verdikking van de trochanter minor van het dijbeen is gering; de zijuitsteeksels van de ruggenwervels zijn van voor naar achteren erg breed; de beenrichels onder de diapofysen van de ruggenwervels splijten naar onderen toe; de voorste uitsteeksels van de ruggenwervels zijn aan hun uiteinde bol, de achterste juist hol; de ruggenwervels zijn zeer sterk gepneumatiseerd, doortrokken van luchtholten.

## Fylogenie
Tarascosaurus is door de beschrijvers in de Abelisauridae geplaatst. De latere Betasuchus uit Nederland is een mogelijke nauwe verwant. Latere onderzoekers kwamen echter tot de conclusie dat typische kenmerken van de Abelisauridae ontbraken.